# Éliminatoires de la Coupe du monde masculine de basket-ball 2023 : zone Europe
Navigation
Édition précédente Édition suivante
Les qualifications à la Coupe du monde de basket-ball FIBA 2023 pour la zone Europe se déroulent du 22 novembre 2021 au 28 février 2023. Le 1er tour des pré-qualifications débute le 20 février 2020 et se termine le 20 février 2021. Le 2e tour des pré-qualifications est programmé durant l'été 2021.
Le 9 décembre 2019, l'Agence mondiale antidopage (AMA) bannit la Russie de tous les grands événements sportifs pour une période de quatre ans, après que la RUSADA ait été jugée non conforme pour avoir remis des données de laboratoire manipulées à des enquêteurs. Cependant, l'équipe de Russie peut encore participer aux qualifications, car l'interdiction ne s'applique qu'au tournoi final. Si la Russie devait se qualifier, les basketteurs russes pourraient potentiellement participer au tournoi, en attendant une décision de la FIBA. Cependant, une équipe représentant la Russie qui utilise le drapeau et l'hymne russe ne peut pas participer en vertu de la décision de l'AMA.

## Pré-qualification

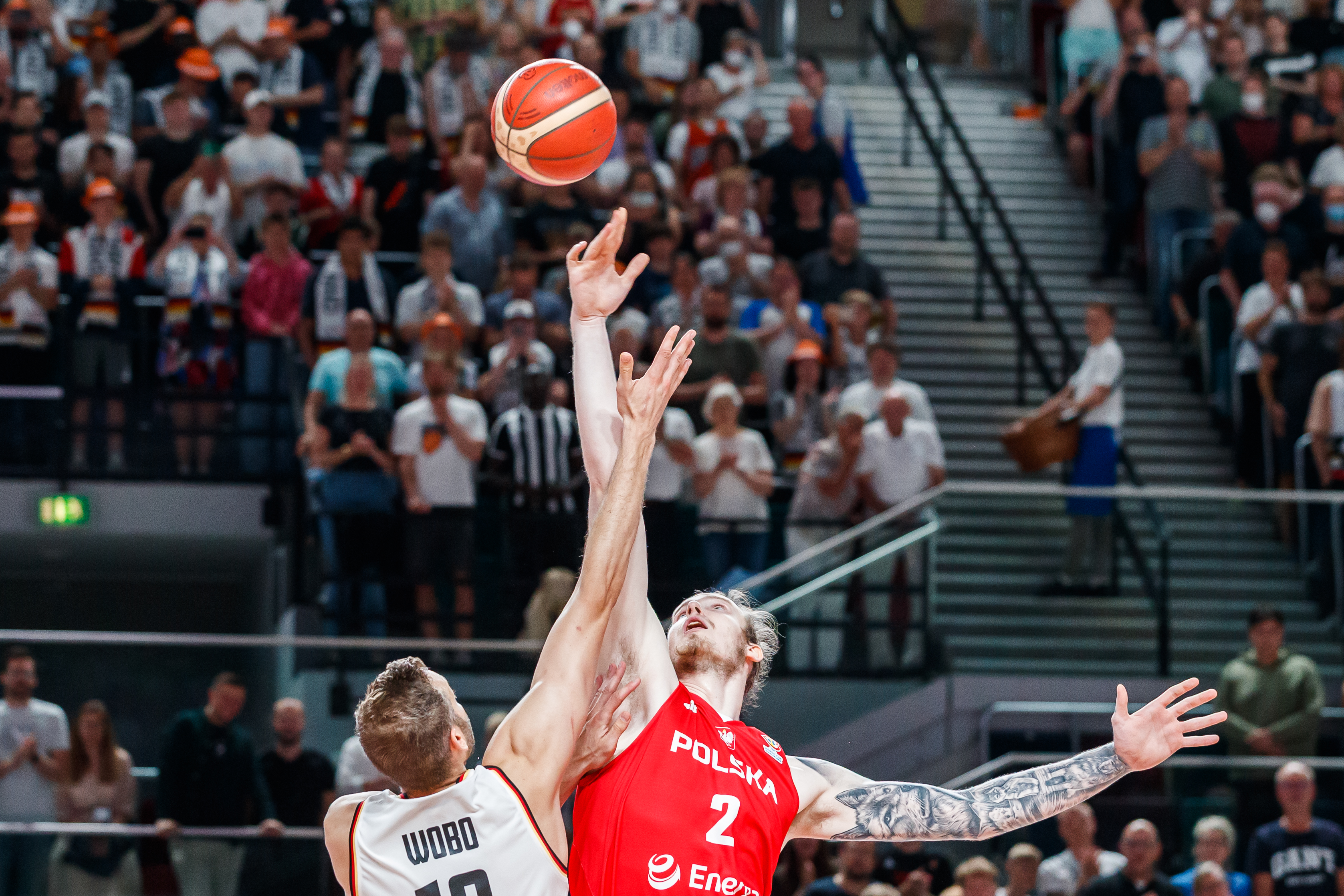
Match des éliminatoires de la Coupe du monde masculine de basket-ball 2023 : zone Europe, Allemagne Pologne, le 3 juillet 2022. Jonas Wohlfarth-Bottermann et Aleksander Balcerowski se disputent la balle.

Les huit équipes qui ont échoué lors des qualifications pour l'EuroBasket 2021 sont toutes engagées dans le tour de pré-qualification pour la Coupe du Monde 2023.
Les deux meilleures équipes de chaque groupe passent au tour suivant, où elles sont rejointes par les huit autres équipes non qualifiées pour l'EuroBasket 2021.

### Premier tour

#### Tirage au sort
Le tirage a eu lieu le 29 octobre 2019. Les équipes ont été réparties dans quatre pots suivant le classement mondial masculin de la FIBA.
| Équipe      | Pos |
| ----------- | --- |
| Islande     | 46  |
| Biélorussie | 52  |

| Équipe    | Pos |
| --------- | --- |
| Portugal  | 61  |
| Slovaquie | 68  |

| Équipe | Pos |
| ------ | --- |
| Kosovo | 69  |
| Chypre | 78  |

| Équipe     | Pos |
| ---------- | --- |
| Luxembourg | 86  |
| Albanie    | 109 |

En raison de la pandémie de COVID-19, chaque match du mois de novembre s'est joué sur terrain neutre. Il en sera de même pour les match de février 2021.
Tous les matchs sont en heure locale.

#### Groupe A
| Rang | Équipe      | Pts | J | G | P | Pp  | Pc  | Diff |  | Résultats (dom.\ext.) |       |       |       |       |
| ---- | ----------- | --- | - | - | - | --- | --- | ---- |  | --------------------- | ----- | ----- | ----- | ----- |
| 1    | Portugal    | 11  | 6 | 5 | 1 | 447 | 369 | 78   |  | Portugal              |       | 75-57 | 74-56 | 70-62 |
| 2    | Biélorussie | 11  | 6 | 5 | 1 | 498 | 347 | 151  |  | Biélorussie           | 72-56 |       | 89-53 | 90-50 |
| 3    | Chypre      | 7   | 6 | 1 | 5 | 354 | 481 | -127 |  | Chypre                | 52-84 | 41-97 |       | 88-66 |
| 4    | Albanie     | 7   | 6 | 1 | 5 | 391 | 493 | -102 |  | Albanie               | 70-88 | 71-64 | 72-93 |       |

| Rang | Équipe     | Pts | J | G | P | Pp  | Pc  | Diff |  | Résultats (dom.\ext.) |       |       |       |       |
| ---- | ---------- | --- | - | - | - | --- | --- | ---- |  | --------------------- | ----- | ----- | ----- | ----- |
| 1    | Islande    | 11  | 6 | 5 | 1 | 517 | 455 | 62   |  | Islande               |       | 83-74 | 90-76 | 86-62 |
| 2    | Slovaquie  | 9   | 6 | 3 | 3 | 467 | 459 | 8    |  | Slovaquie             | 79-94 |       | 73-65 | 91-67 |
| 3    | Luxembourg | 8   | 6 | 2 | 4 | 481 | 495 | -14  |  | Luxembourg            | 84-86 | 77-73 |       | 80-84 |
| 4    | Kosovo     | 8   | 6 | 2 | 4 | 455 | 511 | -56  |  | Kosovo                | 80-78 | 73-77 | 89-99 |       |

| Qualification pour le 2ème tour |

| Équipe            | Pos |
| ----------------- | --- |
| Monténégro        | 26  |
| Lettonie          | 27  |
| Macédoine du Nord | 52  |
| Suède             | 54  |

| Équipe   | Pos |
| -------- | --- |
| Roumanie | 55  |
| Danemark | 56  |
| Autriche | 57  |
| Suisse   | 61  |

| Équipe      | Pos |
| ----------- | --- |
| Islande     | 46  |
| Biélorussie | 51  |
| Portugal    | 58  |
| Slovaquie   | 63  |

| Équipe            | Pos |
| ----------------- | --- |
| Monténégro        | 26  |
| Lettonie          | 27  |
| Macédoine du Nord | 52  |
| Suède             | 54  |

| Équipe   | Pos |
| -------- | --- |
| Roumanie | 55  |
| Danemark | 56  |
| Autriche | 57  |
| Suisse   | 61  |

| Équipe      | Pos |
| ----------- | --- |
| Islande     | 46  |
| Biélorussie | 51  |
| Portugal    | 58  |
| Slovaquie   | 63  |

| Rang | Équipe     | Pts | J | G | P | Pp  | Pc  | Diff |  | Résultats (dom.\ext.) |        |       |       |
| ---- | ---------- | --- | - | - | - | --- | --- | ---- |  | --------------------- | ------ | ----- | ----- |
| 1    | Suède      | 7   | 4 | 3 | 1 | 379 | 273 | 106  |  | Suède                 |        | 77-79 | 94-58 |
| 2    | Portugal   | 7   | 4 | 3 | 1 | 302 | 304 | -2   |  | Portugal              | 60-79  |       | 83-74 |
| 3    | Luxembourg | 4   | 4 | 0 | 4 | 282 | 386 | -104 |  | Luxembourg            | 76-129 | 74-80 |       |

| Qualification pour le 1er tour des qualifications |

| Rang | Équipe      | Pts | J | G | P | Pp  | Pc  | Diff |  | Résultats (dom.\ext.) |        |       |       |
| ---- | ----------- | --- | - | - | - | --- | --- | ---- |  | --------------------- | ------ | ----- | ----- |
| 1    | Lettonie    | 8   | 4 | 4 | 0 | 323 | 284 | 39   |  | Lettonie              |        | 92-83 | 79-69 |
| 2    | Biélorussie | 6   | 4 | 2 | 2 | 314 | 313 | 1    |  | Biélorussie           | 60-83  |       | 77-72 |
| 3    | Roumanie    | 4   | 4 | 0 | 4 | 279 | 358 | -79  |  | Roumanie              | 72-108 | 66-94 |       |

| Qualification pour le 1er tour des qualifications |

| Rang | Équipe     | Pts | J | G | P | Pp  | Pc  | Diff |  | Résultats (dom.\ext.) |       |       |       |
| ---- | ---------- | --- | - | - | - | --- | --- | ---- |  | --------------------- | ----- | ----- | ----- |
| 1    | Monténégro | 8   | 4 | 4 | 0 | 323 | 284 | 39   |  | Monténégro            |       | 83-69 | 79-67 |
| 2    | Islande    | 6   | 4 | 2 | 2 | 329 | 308 | 21   |  | Islande               | 80-82 |       | 91-70 |
| 3    | Danemark   | 4   | 4 | 0 | 4 | 278 | 338 | -60  |  | Danemark              | 69-78 | 73-89 |       |

| Qualification pour le 1er tour des qualifications |

| Rang | Équipe            | Pts | J | G | P | Pp  | Pc  | Diff |  | Résultats (dom.\ext.) |       |       |       |
| ---- | ----------------- | --- | - | - | - | --- | --- | ---- |  | --------------------- | ----- | ----- | ----- |
| 1    | Macédoine du Nord | 4   | 4 | 2 | 2 | 270 | 263 | 7    |  | Macédoine du Nord     |       | 72-88 | 62-67 |
| 2    | Slovaquie         | 4   | 4 | 2 | 2 | 259 | 262 | -3   |  | Slovaquie             | 47-69 |       | 60-65 |
| 3    | Suisse            | 4   | 4 | 2 | 2 | 249 | 253 | -4   |  | Suisse                | 61-67 | 56-64 |       |

| Qualification pour le 1er tour des qualifications |

| Rang | Équipe    | Pts | J | G | P | Pp  | Pc  | Diff |  | Résultats (dom.\ext.) |       |         |       |       |
| ---- | --------- | --- | - | - | - | --- | --- | ---- |  | --------------------- | ----- | ------- | ----- | ----- |
| 1    | Serbie    | 7   | 4 | 3 | 1 | 316 | 299 | 17   |  | Serbie                |       | 101-100 | -     | 75-63 |
| 2    | Lettonie  | 7   | 4 | 3 | 1 | 316 | 303 | 13   |  | Lettonie              | -     |         | 68-63 | 82-74 |
| 3    | Belgique  | 6   | 4 | 2 | 2 | 284 | 260 | 24   |  | Belgique              | 73-69 | 65-66   |       | -     |
| 4    | Slovaquie | 4   | 4 | 0 | 4 | 257 | 311 | -54  |  | Slovaquie             | 63-71 | -       | 57-83 |       |

| Qualification pour le 2e tour |

| Rang | Équipe          | Pts | J | G | P | Pp  | Pc  | Diff |  | Résultats (dom.\ext.) |       |       |       |       |
| ---- | --------------- | --- | - | - | - | --- | --- | ---- |  | --------------------- | ----- | ----- | ----- | ----- |
| 1    | Grèce           | 7   | 4 | 3 | 1 | 294 | 283 | 11   |  | Grèce                 |       | 72-71 | 77-76 | -     |
| 2    | Turquie         | 4   | 4 | 1 | 3 | 292 | 299 | -7   |  | Turquie               | 67-76 |       | -     | 84-67 |
| 3    | Biélorussie     | 3   | 2 | 1 | 1 | 146 | 145 | 1    |  | Biélorussie           | -     | 84-70 |       | -     |
| 4    | Grande-Bretagne | 3   | 2 | 1 | 1 | 145 | 153 | -8   |  | Grande-Bretagne       | 78-69 | -     | -     |       |

| Qualification pour le 2e tour |

| Rang | Équipe   | Pts | J | G | P | Pp  | Pc  | Diff |  | Résultats (dom.\ext.) |       |       |       |        |
| ---- | -------- | --- | - | - | - | --- | --- | ---- |  | --------------------- | ----- | ----- | ----- | ------ |
| 1    | Finlande | 7   | 4 | 3 | 1 | 308 | 298 | 10   |  | Finlande              |       | 86-76 | -     | 77-71  |
| 2    | Slovénie | 6   | 4 | 2 | 2 | 325 | 332 | -7   |  | Slovénie              | 79-83 |       | 94-89 | -      |
| 3    | Suède    | 6   | 4 | 2 | 2 | 329 | 325 | 4    |  | Suède                 | 72-62 | -     |       | 98-105 |
| 4    | Croatie  | 5   | 4 | 1 | 3 | 314 | 321 | -7   |  | Croatie               | -     | 74-76 | 64-70 |        |

| Qualification pour le 2e tour |

| Rang | Équipe    | Pts | J | G | P | Pp  | Pc  | Diff |  | Résultats (dom.\ext.) |       |       |       |       |
| ---- | --------- | --- | - | - | - | --- | --- | ---- |  | --------------------- | ----- | ----- | ----- | ----- |
| 1    | Allemagne | 7   | 4 | 3 | 1 | 293 | 285 | 8    |  | Allemagne             |       | 84-80 | 66-69 | -     |
| 2    | Israël    | 6   | 4 | 2 | 2 | 295 | 285 | 10   |  | Israël                | 67-71 |       | -     | 69-61 |
| 3    | Estonie   | 6   | 4 | 2 | 2 | 281 | 286 | -5   |  | Estonie               | -     | 69-79 |       | 75-71 |
| 4    | Pologne   | 5   | 4 | 1 | 3 | 271 | 284 | -13  |  | Pologne               | 69-72 | -     | 70-68 |       |

| Qualification pour le 2e tour |

| Rang | Équipe     | Pts | J | G | P | Pp  | Pc  | Diff |  | Résultats (dom.\ext.) |       |       |       |       |
| ---- | ---------- | --- | - | - | - | --- | --- | ---- |  | --------------------- | ----- | ----- | ----- | ----- |
| 1    | France     | 8   | 4 | 4 | 0 | 314 | 233 | 81   |  | France                |       | 73-67 | -     | 94-56 |
| 2    | Monténégro | 6   | 4 | 2 | 2 | 317 | 297 | 20   |  | Monténégro            | -     |       | 84-88 | 83-69 |
| 3    | Hongrie    | 6   | 4 | 2 | 2 | 290 | 320 | -30  |  | Hongrie               | 54-78 | 67-83 |       | -     |
| 4    | Portugal   | 4   | 4 | 0 | 4 | 256 | 327 | -71  |  | Portugal              | 56-69 | -     | 75-81 |       |

| Qualification pour le 2e tour |

| Rang | Équipe             | Pts | J | G | P | Pp  | Pc  | Diff |  | Résultats (dom.\ext.) |       |       |       |       |
| ---- | ------------------ | --- | - | - | - | --- | --- | ---- |  | --------------------- | ----- | ----- | ----- | ----- |
| 1    | Lituanie           | 8   | 4 | 4 | 0 | 318 | 268 | 50   |  | Lituanie              |       | 77-56 | 89-69 | -     |
| 2    | Bosnie-Herzégovine | 6   | 4 | 2 | 2 | 315 | 320 | -5   |  | Bosnie-Herzégovine    | 77-78 |       | -     | 97-90 |
| 3    | Bulgarie           | 5   | 4 | 1 | 3 | 303 | 327 | -24  |  | Bulgarie              | -     | 75-85 |       | 79-70 |
| 4    | Tchéquie           | 5   | 4 | 1 | 3 | 309 | 330 | -21  |  | Tchéquie              | 66-74 | -     | 83-80 |       |

| Qualification pour le 2e tour |

| Rang | Équipe            | Pts | J | G | P | Pp  | Pc  | Diff |  | Résultats (dom.\ext.) |       |       |       |       |
| ---- | ----------------- | --- | - | - | - | --- | --- | ---- |  | --------------------- | ----- | ----- | ----- | ----- |
| 1    | Géorgie           | 7   | 4 | 3 | 1 | 319 | 307 | 12   |  | Géorgie               |       | -     | 88-83 | 91-70 |
| 2    | Espagne           | 6   | 3 | 3 | 0 | 271 | 200 | 71   |  | Espagne               | 89-61 |       | 88-74 | -     |
| 3    | Ukraine           | 4   | 3 | 1 | 2 | 235 | 237 | -2   |  | Ukraine               | -     | -     |       | 78-61 |
| 4    | Macédoine du Nord | 4   | 4 | 0 | 4 | 261 | 342 | -81  |  | Macédoine du Nord     | 65-79 | 65-94 | -     |       |

| Qualification pour le 2e tour |

| Rang | Équipe   | Pts | J | G | P | Pp  | Pc  | Diff |  | Résultats (dom.\ext.) |   |         |       |       |
| ---- | -------- | --- | - | - | - | --- | --- | ---- |  | --------------------- | - | ------- | ----- | ----- |
| 1    | Russie   | 6   | 3 | 3 | 0 | 261 | 212 | 49   |  | Russie                |   | 92-78   | 89-65 | 80-69 |
| 2    | Italie   | 6   | 4 | 2 | 2 | 353 | 359 | -6   |  | Italie                | - |         | 95-87 | 75-73 |
| 3    | Islande  | 6   | 4 | 2 | 2 | 338 | 366 | -28  |  | Islande               | - | 107-105 |       | -     |
| 4    | Pays-Bas | 3   | 3 | 0 | 3 | 219 | 234 | -15  |  | Pays-Bas              | - | -       | 77-79 |       |

| Qualification pour le 2e tour |

| Rang | Équipe          | Pts | J | G | P | Pp  | Pc  | Diff |  | Résultats (dom.\ext.) |   |   |   |   |   |   |
| ---- | --------------- | --- | - | - | - | --- | --- | ---- |  | --------------------- | - | - | - | - | - | - |
| 1    | Lettonie        | 15  | 8 | 7 | 1 | 657 | 576 | 81   |  | Lettonie              |   | - | - | - | - | - |
| 2    | Serbie          | 13  | 8 | 5 | 3 | 632 | 623 | 9    |  | Serbie                | - |   | - | - | - | - |
| 3    | Grèce           | 13  | 8 | 5 | 3 | 621 | 605 | 16   |  | Grèce                 | - | - |   | - | - | - |
| 4    | Turquie         | 11  | 8 | 3 | 5 | 626 | 605 | 21   |  | Turquie               | - | - | - |   | - | - |
| 5    | Belgique        | 11  | 8 | 3 | 5 | 537 | 576 | -39  |  | Belgique              | - | - | - | - |   | - |
| 6    | Grande-Bretagne | 9   | 8 | 1 | 7 | 555 | 643 | -88  |  | Grande-Bretagne       | - | - | - | - | - |   |

| Qualification pour la coupe du monde |

| Rang | Équipe    | Pts | J  | G | P | Pp  | Pc  | Diff |  | Résultats (dom.\ext.) |   |   |   |   |   |   |
| ---- | --------- | --- | -- | - | - | --- | --- | ---- |  | --------------------- | - | - | - | - | - | - |
| 1    | Allemagne | 18  | 10 | 8 | 2 | 800 | 707 | 93   |  | Allemagne             |   | - | - | - | - | - |
| 2    | Finlande  | 18  | 10 | 8 | 2 | 800 | 752 | 48   |  | Finlande              | - |   | - | - | - | - |
| 3    | Slovénie  | 17  | 10 | 7 | 3 | 837 | 792 | 45   |  | Slovénie              | - | - |   | - | - | - |
| 4    | Suède     | 15  | 10 | 5 | 5 | 782 | 794 | -12  |  | Suède                 | - | - | - |   | - | - |
| 5    | Israël    | 13  | 10 | 3 | 7 | 762 | 772 | -10  |  | Israël                | - | - | - | - |   | - |
| 6    | Estonie   | 12  | 10 | 2 | 8 | 719 | 828 | -109 |  | Estonie               | - | - | - | - | - |   |

| Qualification pour la coupe du monde |